# Référendum constitutionnel de la Côte française des Somalis de 1958
Un référendum sur la nouvelle constitution française se déroule en Somalie française le 28 septembre 1958 dans le cadre d'un référendum plus large organisé dans toute l'Union française. La nouvelle constitution verrait le pays devenir partie intégrante de la nouvelle Communauté française s'il est accepté. Le territoire deviendrait indépendant s'il est rejeté. Le référundum est approuvé par 75,24 % des votants. 

## Résultats
| Choix                     | Votes  | %     |
| ------------------------- | ------ | ----- |
| Pour                      | 8 662  | 75,24 |
| Contre                    | 2 851  | 24,76 |
|                           |        |       |
| Votes valides             | 11 513 | 99,40 |
| Votes blancs et invalides | 70     | 0,60  |
| Total                     | 11 583 | 100   |
| Abstention                | 4 331  | 27,22 |
| Inscrits/Participation    | 15 914 | 72,78 |

## Analyse et conséquences
Le résultat du référendum est en faveur du maintien de l'association avec la France par 75 % de « oui », tandis que 25 % s'opposent à ce maintien. 
Il semblerait que cela soit en partie dû au « oui » combiné de l’important groupe ethnique Afar et des résidents européens. Il y a également eu des allégations de fraude électorale généralisée. Selon l'ONU, il y a eu un nombre excessif de bulletins de vote nuls dans les districts somaliens, ce qui, selon elle, impliquait que le plébiscite avait été manipulé. La majorité de ceux qui ont voté « non » étaient des Somaliens fortement favorables à l'adhésion à une Somalie unie, comme l'avait proposé Mahmoud Harbi, alors vice-président du Conseil de gouvernement.